# Concepción (wulkan)
Concepción – jeden z dwóch wulkanów, położonych na wyspie Ometepe (drugi to Maderas), wyspie na Jeziorze Nikaragua. Ma on postać stratowulkanu, który wznosi się na wysokość ok. 1700 m n.p.m.
Concepción jest czynnym wulkanem. Od 1883 wulkan wybuchał przynajmniej 24 razy, a ostatnia erupcja miała miejsce w 2005 (wcześniej w 1998). Ze względu na dużą częstotliwość erupcji, ich rozmiary są raczej niewielkie. Na północ od krateru znajduje się aktywne pole fumarol.